# Orthosia macilenta
Orthosia macilenta là một loài bướm đêm trong họ Noctuidae.